# Ходжа Ніяз
Ходжа Ніяз, також Ходжа Ніяз Хаджі (уйг. خوجا نىياز ھاجى, трансліт. Xoja Niyaz Haji ; кит.: 和加尼牙孜; піньїнь: Héjiā Níyázī; 1889 — 21 серпня 1941) — лідер уйгурського руху за незалежність, який очолював кілька повстань у Сіньцзяні проти Кумульського ханства, китайського губернатора Цзінь Шуреня, а згодом воєначальника хуейцзу Ма Джун'їна. Він найбільше запам'ятався як перший і єдиний президент короткочасної Ісламської Республіки Східний Туркестан з листопада 1933 року до поразки республіки в 1934 році.

## Молодість і повстання
Ходжа народився в 1889 році в невеликому гірському селі в префектурі Кумул, Сіньцзян. Він брав участь у своєму першому повстанні у віці 18 років, приєднавшись до повстання 1907 року селян і горян проти Максуд Шаха, спадкового правителя Кумула (якому китайська династія Цін дозволила напівавтономне правління). Після поразки він втік до Турфанського району, де вступив до духовної школи «Астана» і познайомився з майбутніми видатними уйгурськими турпанськими революційними лідерами братами Максутом і Махмутом Мухіті. Після одного року навчання він залишив Турпан і відправився в хадж до Мекки, додавши до свого імені титул «хаджі».
У 1912 році Ходжа повернувся до Сіньцзяна, де розвивалося чергове повстання проти Кумульського ханства, очолюване Темуром Халпою, і він приєднався до повстання, швидко отримавши посаду радника лідера повстання. Після віроломного вбивства Темура Халпи на банкеті 6 вересня 1913 року, проведеного губернатором Сіньцзяну Ян Цзенсінем, який раніше був посередником у конфлікті та підвищив Темура Халпу на посаду командувача провінційними військами в регіоні Кумул, Ходжа Ніяз був змушений знову втікати.
У 1916 році він прибув до тодішнього російського прикордонного міста Жаркент Семиріччя, заснованого та населеного абойськими уйгурами, які втекли до Росії після 1881 року, коли цінські війська знову зайняли долину Ілі в Сіньцзяні. У Джаркенті він служив під керівництвом місцевого уйгурського лідера та багатого купця Валіахуна Юлдашева, а після вибуху російської революції в 1917 році допоміг організувати невеликі місцеві уйгурські групи самооборони. Після громадянської війни в Росії Ходжа Ніяз познайомився з уйгурським революціонером Абдуллою Розібакієвим, одним із засновників Inqlawi Uyghur Ittipaqi («Революційний уйгурський союз») у 1921 році, революційної націоналістичної організації під егідою Комінтерну.

## Революційний лідер
У 1923 році Ходжа Ніяз повернувся до Сіньцзяну, спочатку в Кульджу, потім в Урумчі, де брав участь в організації підпільних революційних груп і підготовці нового повстання. У 1927 році він повернувся в Кумул на похорон свого батька, а після смерті правителя ханства Кумул Шаха Махсута в березні 1930 року Ходжа Ніяз був призначений на високу посаду радника нового правителя ханства Кумула.

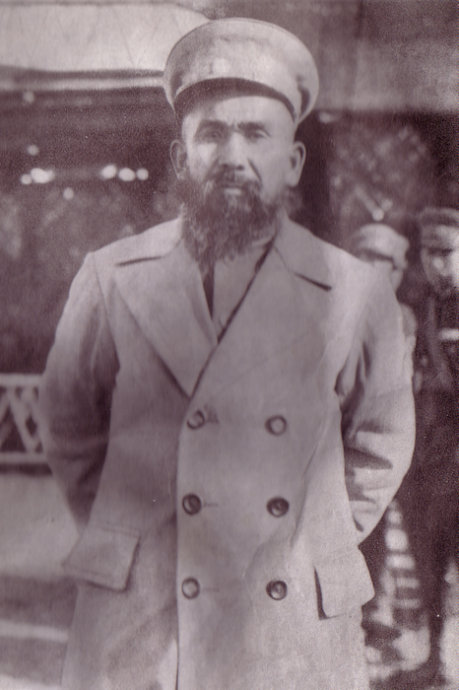
Ходжа Ніяз, місце невідоме

Тим не менш, губернатор Сіньцзяну Цзінь Шурень (1928—1933) намагався скористатися вакуумом влади, що залишився після смерті шаха Махсута, і видав указ про скасування Кумульського ханства, не даючи новому правителю, синові шаха Махсута Назіру, отримати владу. У той же час Цзінь Шурень у скасованому ханстві організував поселення китайських мігрантів з Ганьсу. Ці події спровокували в 1931 Кумулське повстання, яке очолив воєначальник хуейцзу Ма Джун'їн у Ганьсу після його зустрічі в червні 1931 року з Ходжею Ніязом і Юльбарс-ханом. Ма Джжун'їн погодився додати свої війська до кампанії, щоб повалити Цзінь Шурена. Підтримала Ходжу Ніяза і Монгольська Народна Республіка: восени 1931 року йому надали 600 комплектів зимового одягу, повстяні намети та 120 рушниць (які фактично обмінювали на коней, за двох коней давали одну рушницю).
Незабаром повстання поширилося зі сходу Сіньцзяна по всій провінції, і до лютого 1933 року, коли Урумчі було взято в облогу об'єднаними уйгурськими та хуейськими військами, уряд провінції контролював не більше 10 % території Сіньцзяна. 12 квітня 1933 року до влади в Сіньцзяні прийшов генерал Шен Шицай після того, як колишній губернатор Цзінь Шурень у березні був скинутий повсталими російськими козацькими військами (відступили до Північного Сіньцзяну в 1921 році після поразки в громадянській війні в Росії), які раніше були ним мобілізовані. Наприкінці 1931 року Цзінь Шурень вступив у провінційну армію у відчайдушній спробі придушити повстання. Після підтвердження всіх таємних угод, які попередній губернатор уклав з Радянським Союзом, Шен Шицай отримав підтримку з боку СРСР, і в червні 1933 року він уклав союз з Ходжею Ніязом проти Ма Джун'їна. Попередній союз між Ходжею Ніязом і Ма Джжун'їном було зруйновано після битви при Джімсарі. У цій битві війська Ходжи Ніяза зазнали великих втрат, але змусили гарнізон Джимсара здатися. Під час битви сили Ма Чжун'їн охороняли в основному фланги і тил об'єднаних військ, у той час як уйгурські війська були спрямовані в лобову атаку на фортецю Джимсар. Ходжа Ніяз погодився забезпечити вільний відхід обложеного гарнізону в обмін на зброю арсеналу фортеці. Але вночі до фортеці раптово прийшов Ма Чжун'їн, захопив увесь арсенал (12 тис. гвинтівок, 6 кулеметів і 500 тис. куль) і приєднав китайський гарнізон до своїх тунганських військ. Він відмовився поділитися зброєю захопленого Арсеналу з Ходжею Ніязом, що обурило останнього. Це сталося 28 травня 1933 року, а в наступні кілька днів Ходжа Ніяз вже зустрівся з представниками радянського генерального консула в Урумчі Апресоффом, щоб розпочати мирні переговори з Шен Шицаєм. Угода про союз між Шен Шіцаєм та Ходжею Ніязом була підписана 4 червня 1933 року, і в цей час Радянська влада передала Ходжі Ніязу «майже 2000 гвинтівок з амуніцією, кілька сотень бомб і три кулемети». Новопризначений радянський консул в Урумчі Гарегін Апресов, який організував переговори, змусив Ходжу Ніяза звернути свої війська проти тунганських (хуейських) сил, і це зрештою призвело до того, що повстання переросло в різанину між різними національними групами та його поразку від урядових військ.
Ходжа Ніяз провів свої війська через Даван Ченг до Токсуня, де зазнав поразки в битві при Токсуном від тунганів під командуванням генерала Ма Ші-міна. Тоді Ходжа Ніяз повернувся до Кашгару 13 січня 1934 року, відступаючи з Аксу через 300-мильний марш гірською дорогою Тенгрі-Таг уздовж радянсько-китайського кордону, оминаючи цим шляхом тунганські війська генерала Ма Фуюаня, які чекали його на головною дорогою з Аксу в Кашгар, і взяв на себе президентство в самопроголошеній Турецькій Ісламській Республіці Східного Туркестану або Першій Східно-Туркестанській Республіці. Приєднання до республіки, що відкололася, суперечило його угоді від 4 червня 1933 року з Шен Шицаєм (так звана Джімсарська угода з 7 статей, у цій угоді Ходжа Ніяз відмовився від своїх претензій на Північний Сіньцзян або Джунгарію в обмін на визнання його прав на всю територію на південь від Тенгрі Таг, включаючи Кашгарію, Турпанську западину і Кумульську западину, за цією Угодою всій цій величезній території було надано «автономію», і китайці обіцяли не перетинати Тенгрі Таг, який ділить Сіньцзян на дві частини). Однак наступ тунганської армії, пряме радянське військове втручання в Сіньцзян і остаточна радянська підтримка Шен Шицая призвели до поразки Республіки Східний Туркестан до червня 1934 року.

## Цитати
Хтось на ім'я Ніаз Хаджі сказав це Свену Гедіну:
«Жодна людина не може завдати мені шкоди. Але ці тунгани не люди. Це дикі звірі, що бродять вулицями. Безнадійно розмовляти з дикими звірами. У них завжди напоготові рушниці та пістолети. Вони не розуміють іншої мови».

Про Ходжу Ніяза написана поема про його битви.
Батько Ходжам Ніаз Газі
його гармати вбивають п'ятьох
Коли він воює з тунганами
він вбиває тисячі жертв війни.

## Смерть

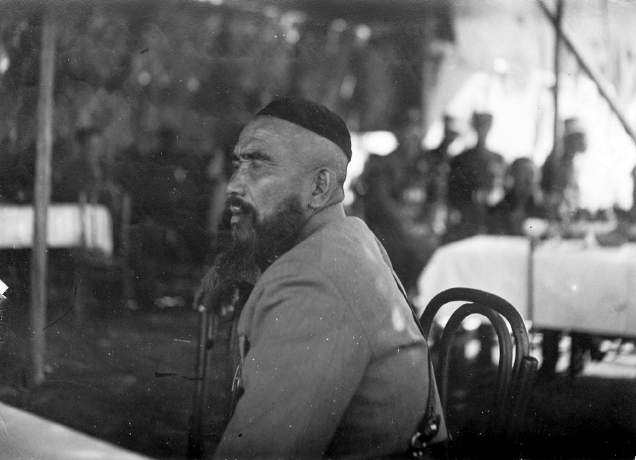
Ходжа Ніяз на Другому з'їзді народних представників, Урумчі, квітень 1935 р.

Про його смерть лунають суперечливі твердження. Хоча в 1934 році Шен Шицай призначив його віце-головою уряду Сіньцзяну і «довічним цивільним губернатором» провінції Сіньцзян, Ходжа Ніяз фактично був відокремлений від своїх військ і утримувався в Урумчі як маріонетка під пильним наглядом радянських агентів. Йому було відмовлено в проханні особисто зустрітися зі Сталіним і вирішити сіньцзянське питання відповідно до Права націй на самовизначення, яке офіційно підтримував СРСР у своїй революційній доктрині. У листопаді 1937 року, після повстання 6-ї уйгурської дивізії під командуванням генерала Махмута Мухіті проти уряду провінції Сіньцзян у Кашгарі, Артуші, Яркенді, Аксу, Кучі та Карашарі в квітні-жовтні 1937 року в Південному Сіньцзяні, Ходжа Ніяз був заарештований в Урумчі і нібито страчений у 1938 році. Смертна кара була схвалена Москвою, Ходжа Ніяз і його 120 послідовників були визнані контрреволюційними «троцькістами» і «японськими агентами». Ходжа Ніяз відкинув усі звинувачення на свою адресу, заявивши, що всі вони були сфабриковані Шен Шицаєм. Засуджуючи до смертної кари, Ходжа Ніяз сказав у своєму останньому слові: Цей смертний вирок для мене не новий. Насправді я помер через день, коли приїхав до Урумчі (малося на увазі його від'їзд з Аксу в серпні 1934 року після переговорів з радянським генеральним консулом в Урумчі Гарегіном Апресовим, який закликав його приїхати в Урумчі і прийняти пропозицію Шенг Шицая став віце-головою уряду Сіньцзяну, командувач 6-ї уйгурської дивізії Махмут Мухіті був проти цього кроку, вважаючи, що це погано вплине на уйгурську справу незалежності), я помру, але мій народ продовжуватиме жити… Революцію не припинити. Повідомляється, що він сказав відвідувачу (Зіяуддіну), що «я довіряв Апресову і покладався на його гарантії, тепер подивіться, що зробив зі мною Шен Шіцай. Я його полонений. Піди розкажи Апресову про мою скруту», але Апресова ніде не було. Інші версії припускають, що його тримали живим у в'язниці аж до літа 1943 року, коли він був страчений за наказом Чан Кайші, який відновив контроль Гоміньдану над Сіньцзяном у 1943 році після того, як Шен Шицай вигнав радянських військових і радників з провінції. Повідомляється, що він був задушений до смерті у своїй камері після 14 місяців ув'язнення.
Ім'я Ніяс використовувалося для сина Юлбарс Хана.